# 赛乌素镇
赛乌素镇，是中华人民共和国内蒙古自治区乌兰察布市兴和县下辖的一个乡镇级行政单位。

## 行政区划
赛乌素镇下辖以下地区：
赛乌素村、河渠子村、田家营村、杨发地村、长胜村、七大顷村、大西坡村、魏家村、钦宝营村、高家村、后沟子村、李茂村、石家村、三股水村、兴隆铺村、合兴公村、五一村、天城梁村、林古地村、韩家村、东河村、北胜村、双井子村、老圈子村和西坊子村。